# Montbellet
Montbellet – miejscowość i gmina we Francji, w regionie Burgundia-Franche-Comté, w departamencie Saona i Loara.
Według danych na rok 1990 gminę zamieszkiwało 621 osób, a gęstość zaludnienia wynosiła 31 osób/km² (wśród 2044 gmin Burgundii Montbellet plasuje się na 382. miejscu pod względem liczby ludności, natomiast pod względem powierzchni na miejscu 439.).